# Ouvrage du Gondran E
L'ouvrage du Gondran E est une fortification faisant partie de la ligne Maginot, située sur la limite entre les communes de Montgenèvre et de Cervières, dans le département des Hautes-Alpes.
Il s'agit d'un ouvrage d'infanterie construit pendant les années 1930 en compléments des autres fortifications plus anciennes construites sur le Gondran, datant du système Séré de Rivières (construite en 1886-1893) : les ouvrages d'infanterie de Gondran A, Gondran B, Gondran C et Gondran D, formant la « ligne du Gondran ». Le rôle de ces ouvrages est d'assurer la continuité entre l'ouvrage du Janus et celui des Aittes.
L'ouvrage du Gondran E fut difficilement financé : il fallut avoir recours à la main-d'œuvre militaire, ainsi qu'à un équipement et à un armement de récupération.

## Description
Le Gondran est une ligne de crête orientée du nord au sud, servant de contrefort au mont Janus (qui culmine un peu plus au nord à 2 565 mètres d'altitude), et surplombant le replat du Gondran (aux environs de 2 200 m d'altitude), plus à l'est, où se trouvent les sources de la Durance. Cette crête a été fortifiée à la fin du XIXe siècle, dans le cadre du système Séré de Rivières, avec une série d'ouvrages d'infanterie aménagés sur les sommets : la cote 2 398 (Gondran A), 2 347 (Gondran B), 2 459 (Gondran C, sur le sommet des Anges) et 2 432 (le Gondran D). Cette ligne fortifiée couvrait la route militaire qui monte du Janus au fort et interdisait les infiltrations d'infanterie. L'ouvrage Maginot du Gondran E a été construit ensuite en avant de la ligne des autres Gondran, en contrebas et plus à l'est du Gondran D à environ 2 350 mètres d'altitude.

### Position sur la ligne
Dans les Alpes, les fortifications françaises barrent les différents axes permettant de franchir la frontière franco-italienne et d'entrer en France. Ces défenses contrôlent les principales vallées. Dans le Briançonnais, la haute-vallée de la Durance est le débouché du col de Montgenèvre. Cet axe est contrôlé par l'ancienne place forte de Briançon, dont la ceinture de vieux forts est renforcée pendant les années 1930 par plusieurs ouvrages bétonnés plus modernes pour la mettre au niveau du reste de la ligne Maginot.
La pièce maîtresse du sous-secteur est l'ouvrage du Janus, perché au-dessus de Briançon. Cet ouvrage d'artillerie est épaulé au sud par les cinq ouvrages du Gondran et encore plus loin au sud-est par celui des Aittes, contrôlant la vallée de la Cerveyrette.

### Souterrains
Comme tous les autres ouvrages de la ligne Maginot, celui du Gondran E est conçu pour résister à un bombardement d'obus de gros calibre. Les organes de soutien sont donc aménagés en souterrain, creusés sous plusieurs mètres de roche, tandis que les organes de combat, dispersés en surface sous forme de blocs, sont protégés par d'épais cuirassements en acier et des couches de béton armé.
La galerie principale fait environ 100 mètres de long, dont une portion plus large sert de casernement (avec 40 places couchées). Des bouts de galerie perpendiculaires abritent le poste de commandement, les magasins, la cuisine, la citerne d'eau, les réservoirs de gazole et l'usine. D'autres tronçons mènent aux différents blocs.
Le chauffage était assuré par une chaudière à charbon et des radiateurs à circulation d'eau. L'électricité utilisée pour l'éclairage et la ventilation était fournie par une petite usine avec un groupe électrogène comprenant un moteur Diesel. L'alimentation en eau est garantie par le captage d'une source et le stockage en citernes.

### Blocs

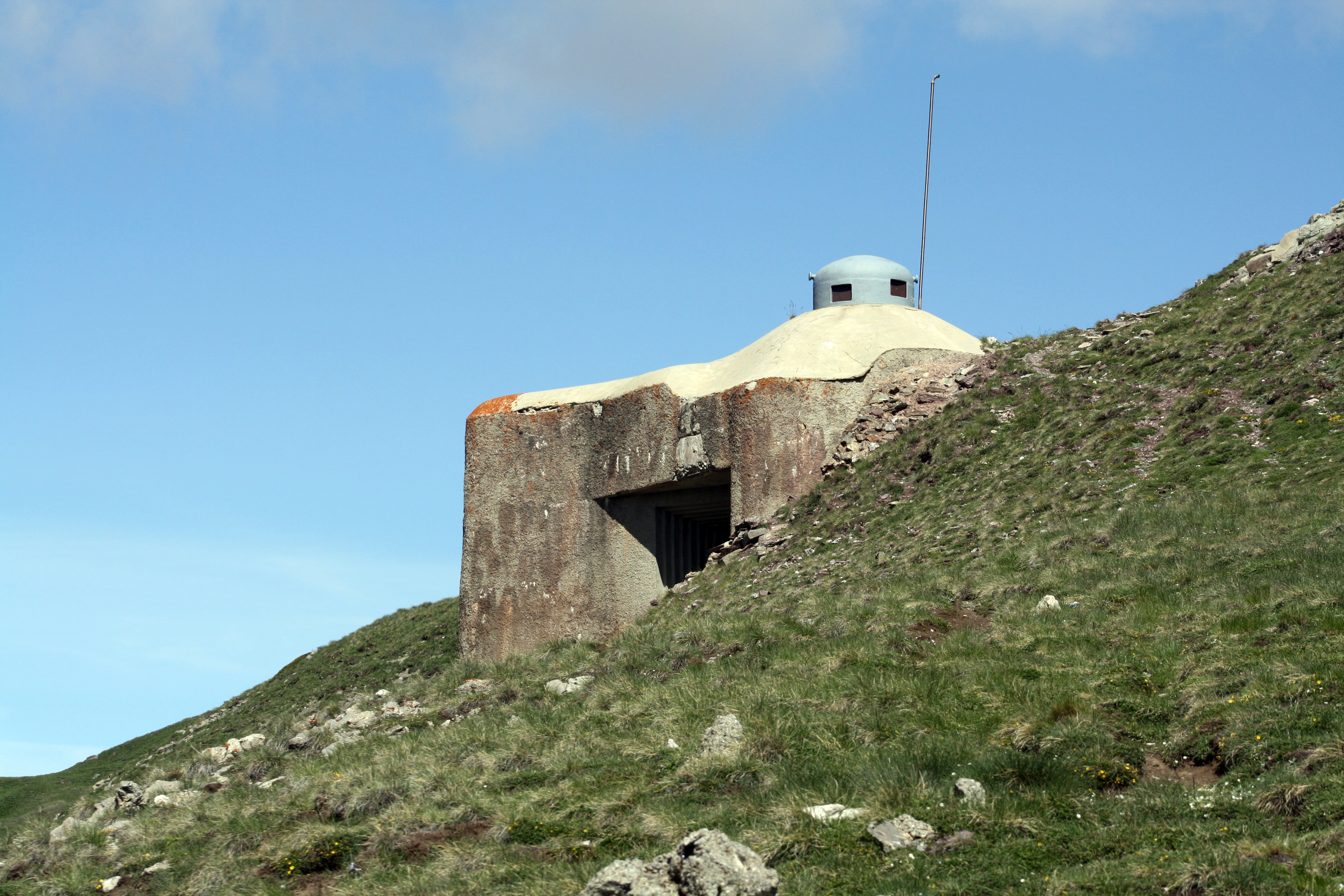
Bloc 1, servant d'entrée.

En surface, les quatre blocs et la cheminée sont dispersés pour réduire leur vulnérabilité aux bombardements. Chaque bloc de combat dispose d'une certaine autonomie, avec ses propres magasins à munitions (le M 3 près des armes, le M 2 juste avant l'accès au bloc), sa salle de repos, son PC, ainsi que son système de ventilation. Étant donné que les positions de mise en batterie pour de l'artillerie lourde sont rares en montagne, le niveau de protection est moins important que dans le Nord-Est (les ouvrages construits en Alsace, en Lorraine et dans le Nord).
Le bloc 1 est l'entrée de l'ouvrage. L'épaisseur du béton est de 2,5 mètres (soit le niveau 2 de protection). Ce bloc a une fonction de combat lointain, avec un créneau pour jumelage de mitrailleuses, pouvant tirer vers les Aittes. En plus des fusils-mitrailleurs (FM) tirant à travers les portes blindées, la défense rapprochée du bloc est confiée à un créneau pour FM en caponnière, une cloche GFM (pour guetteur et fusil mitrailleur) sur les dessus et deux goulottes lance-grenades. L'accès à la galerie souterraine se fait par un escalier en puits (le monte-charges n'a jamais été installé).
Le bloc 2 est une casemate d'infanterie, dont seule l'extrémité de la galerie débouche à l'air libre, bouchée par un mètre de béton. L'armement se limite à une mitrailleuse Hotchkiss modèle 1914 tirant des balles de 8 mm (le jumelage de mitrailleuses n'a pas été livré) pointée vers l'ouvrage du Janus.
Le bloc 3 sert d'observatoire, protégé par 2 à 2,5 mètres de béton. Il est équipé d'une cloche Digoin (prélevée sur l'ancien ouvrage de Boussois, en remplacement de la cloche GFM non livrée) permettant de surveiller les cols de Gimont, de Bousson et de Chabaud. Cette cloche Digoin date de 1912-1914, fait un mètre de diamètre, avec un cuirassement épais de 25 cm d'acier moulé.

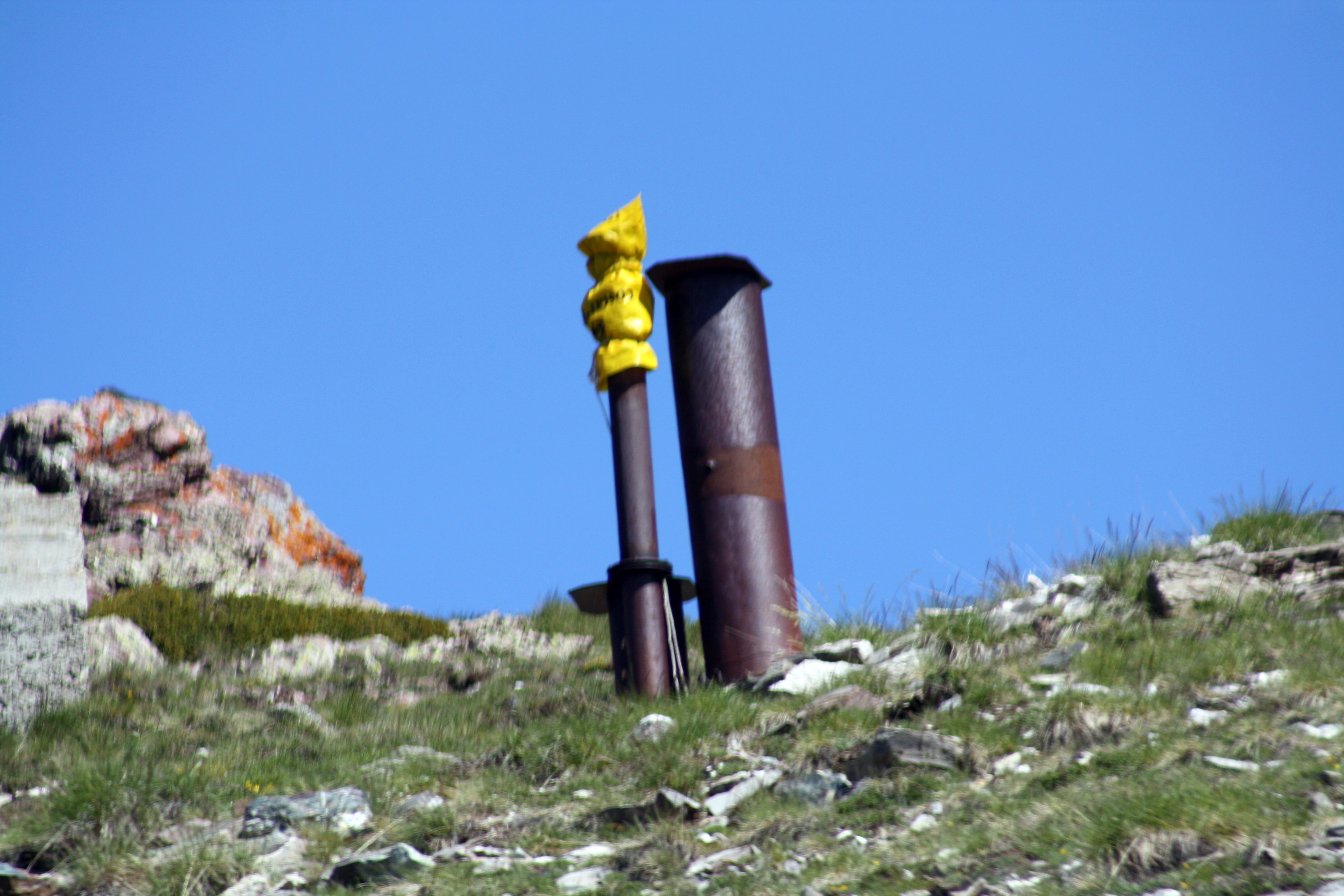
Cheminées (bloc 4).

Le bloc 4 désigne deux tuyaux de cheminée, permettant d'évacuer les gaz de l'usine et de la cuisine. Quant au bloc 5, il s'agit d'une sortie de secours (avec une grille), dont le débouché n'a pas été aménagé.

## Histoire
Les premiers projets datant de 1929 concernaient la construction d'un ouvrage sous l'ancien fort du Gondran C, qui devait être armé avec une tourelle pour deux canons de 75 mm et six mortiers de 81 mm sous casemate. Faute de moyens financiers, le projet est reporté en mai 1930,.
Les plans d'un ouvrage sur un nouvel emplacement est accepté finalement le 4 juillet 1933, sous le nom de Gondran E, mais à condition que les travaux soient réalisés par la main-d'œuvre militaire (MOM) pour faire des économies budgétaires. Un cinquième bloc devait être construit en contrebas du bloc 3, avec une cloche pour arme mixte tirant vers le sud-est.
L'ouvrage est occupé par son équipage à partir d'août 1939, juste avant la mobilisation générale. Le commandant de l'ouvrage était l'adjudant Douillard en décembre 1939, puis le sous-lieutenant Gandermer en 1940. De novembre 1939 à mai 1940, l'ouvrage est évacué dans le cadre du dispositif d'hiver, une petite partie de l'équipage cantonnant au Gondran C et le reste à Briançon. Lors de la bataille des Alpes, les combats contre les Italiens se limitant aux avant-postes et l'ouvrage ne disposant pas d'artillerie, le Gondran E n'eut pas à intervenir.
Le site appartient toujours à l'Armée, même si l'ouvrage est à l'abandon.